# Prosopium coulterii
Prosopium coulterii är en fiskart som först beskrevs av Eigenmann 1892.  Prosopium coulterii ingår i släktet Prosopium och familjen laxfiskar. Inga underarter finns listade i Catalogue of Life.